# دم‌سرخ آلاشان
دم‌سرخ آلاشان (نام علمی: Phoenicurus alaschanicus) نام یک گونه از تیره مگس‌گیران است.